# Jasenovac
Jasenovac je kraj in občina v osrednji Hrvaški v Siško-moslavški županiji. Leži ob izlivu Une v Savo. 
V Jasenovcu je sedež Slavonske eparhije Srbske pravoslavne cerkve.

## Zgodovina
Kraj je najbolj znan po ustaškem uničevalnem taborišču iz 2. svetovne vojne.

## Demografija
| Pregled števila prebivalcev po letih | Pregled števila prebivalcev po letih | Pregled števila prebivalcev po letih | Pregled števila prebivalcev po letih | Pregled števila prebivalcev po letih | Pregled števila prebivalcev po letih | Pregled števila prebivalcev po letih | Pregled števila prebivalcev po letih | Pregled števila prebivalcev po letih | Pregled števila prebivalcev po letih | Pregled števila prebivalcev po letih | Pregled števila prebivalcev po letih | Pregled števila prebivalcev po letih | Pregled števila prebivalcev po letih | Pregled števila prebivalcev po letih |
| ------------------------------------ | ------------------------------------ | ------------------------------------ | ------------------------------------ | ------------------------------------ | ------------------------------------ | ------------------------------------ | ------------------------------------ | ------------------------------------ | ------------------------------------ | ------------------------------------ | ------------------------------------ | ------------------------------------ | ------------------------------------ | ------------------------------------ |
| 1857                                 | 1869                                 | 1880                                 | 1890                                 | 1900                                 | 1910                                 | 1921                                 | 1931                                 | 1948                                 | 1953                                 | 1961                                 | 1971                                 | 1981                                 | 1991                                 | 2001                                 |
| 2086                                 | 2355                                 | 2468                                 | 2410                                 | 2330                                 | 2365                                 | 2176                                 | 2278                                 | 1394                                 | 1486                                 | 1487                                 | 1289                                 | 1222                                 | 1148                                 | 780                                  |